# Klîmkivți, Hmelnîțkîi
Klîmkivți (în ucraineană Климківці) este un sat în comuna Vodîcikî din raionul Hmelnîțkîi, regiunea Hmelnîțkîi, Ucraina.

## Demografie
Componența lingvistică a localității Klîmkivți
     Ucraineană (97,48%)
     Rusă (2,52%)
Conform recensământului din 2001, majoritatea populației localității Klîmkivți era vorbitoare de ucraineană (97,48%), existând în minoritate și vorbitori de rusă (2,52%).